# Paradonea splendens
Paradonea splendens är en spindelart som först beskrevs av Lawrence 1936.  Paradonea splendens ingår i släktet Paradonea och familjen sammetsspindlar.
Artens utbredningsområde är Botswana. Inga underarter finns listade i Catalogue of Life.